# Winkelcentrum Dukenburg
Winkelcentrum Dukenburg is een overdekt winkelcentrum in het stadsdeel Dukenburg in de Nederlandse stad Nijmegen.

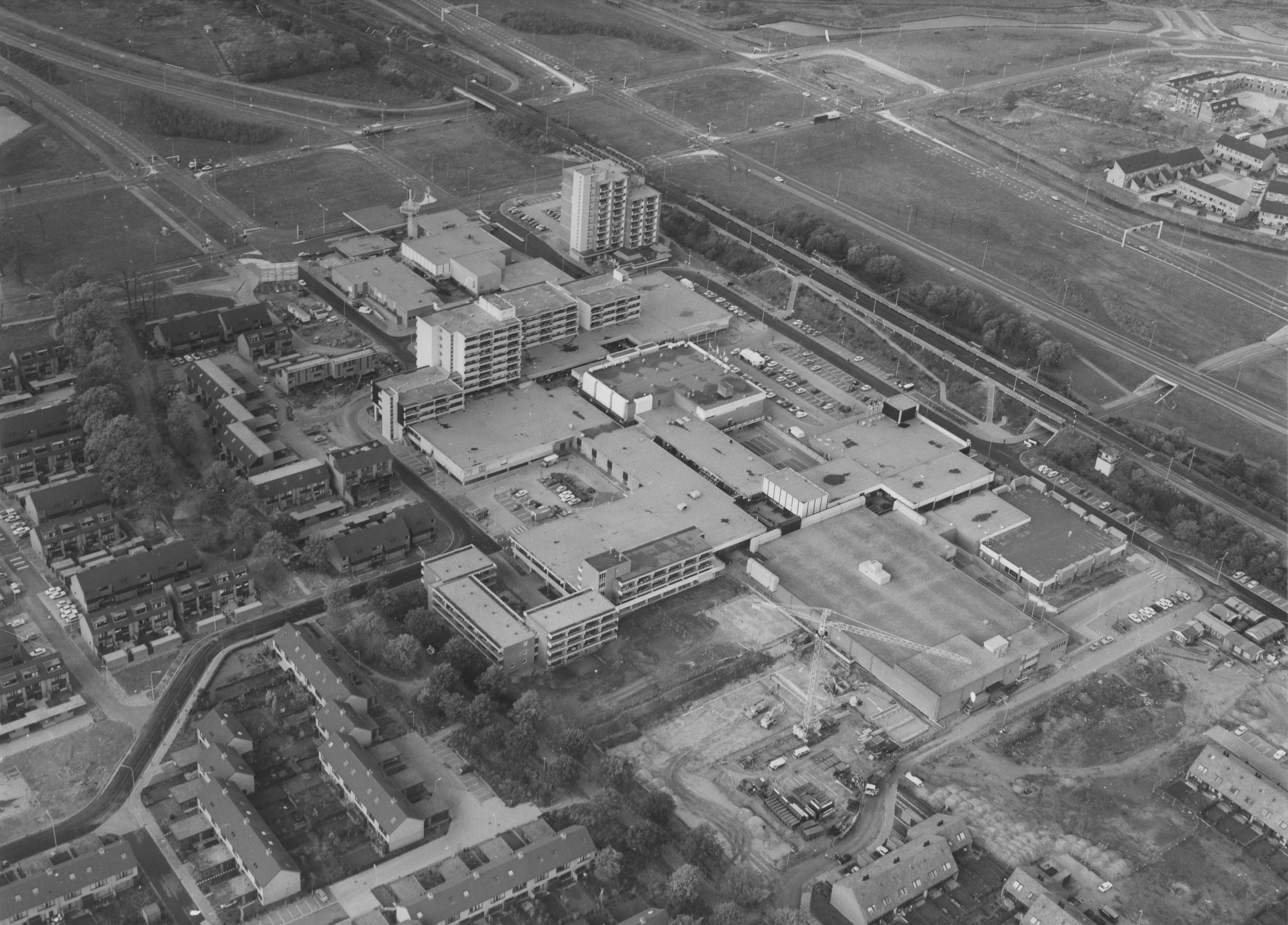
Luchtfoto van het nog niet overdekte winkelcentrum tussen 1976 en 1978

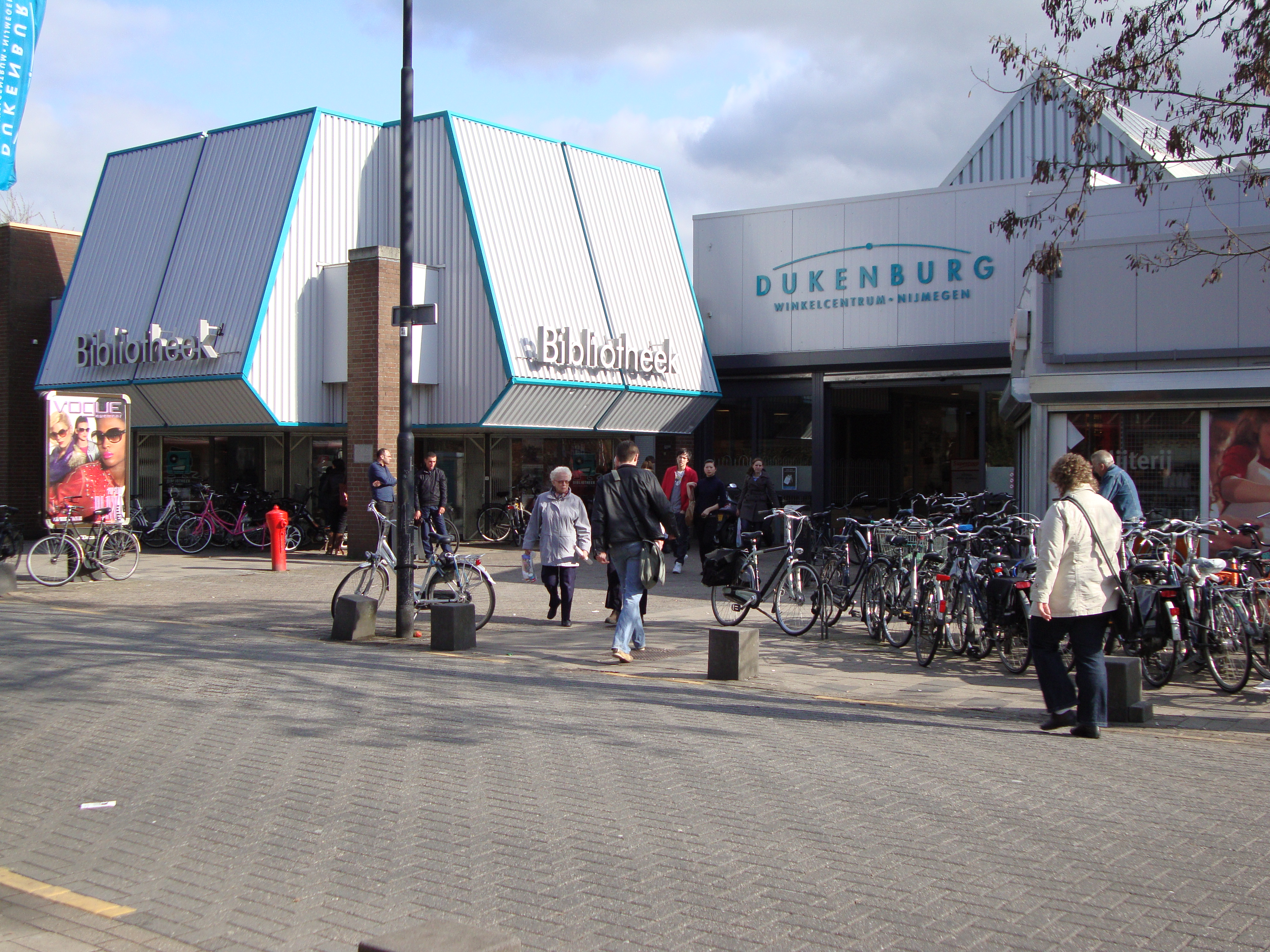
Zijingang bij station Nijmegen-Dukenburg en doorsteek naar de woonboulevard

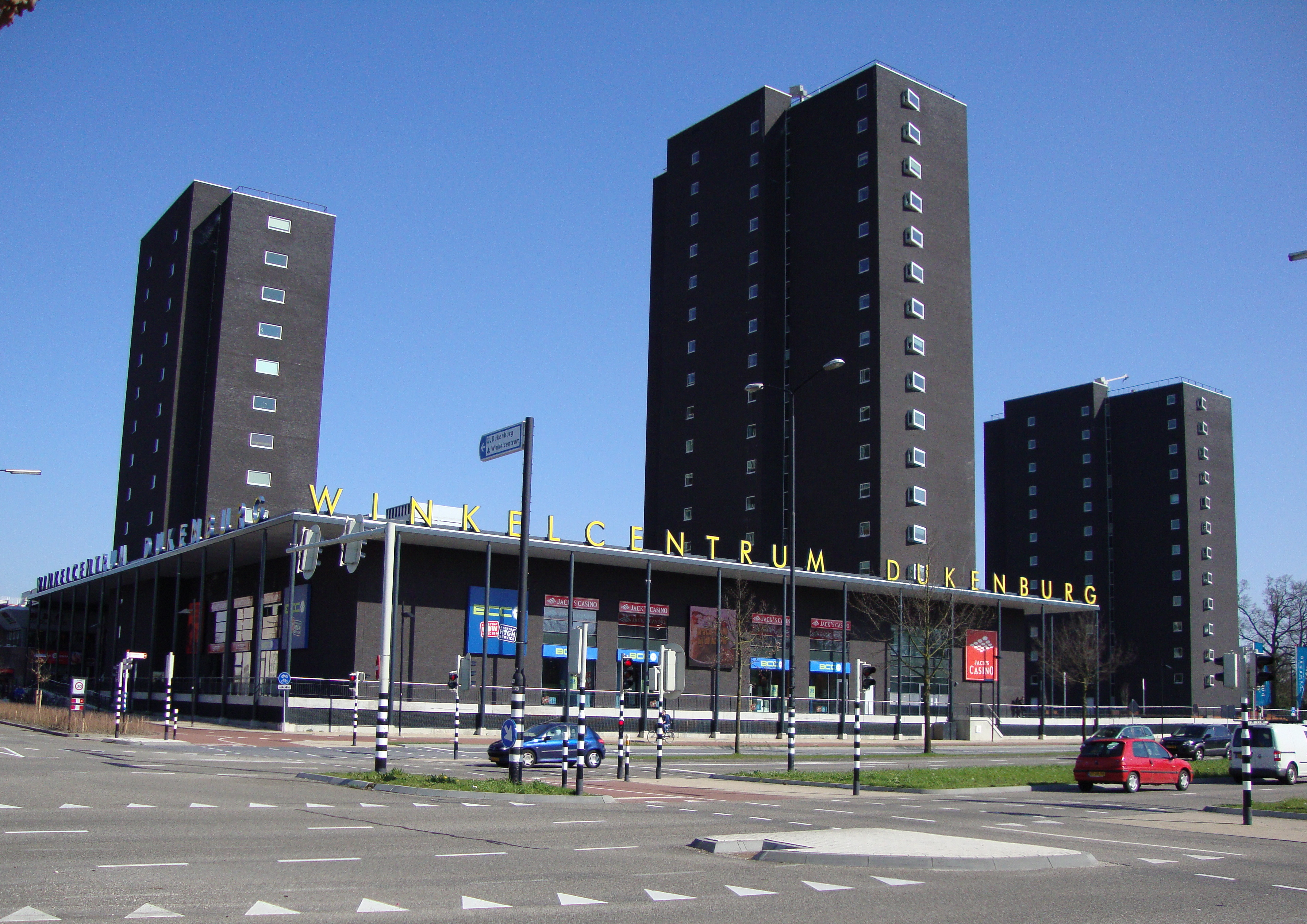
Uitbreiding Winkelcentrum Dukenburg 2008/09

Het grootwinkelcentrum Dukenburg ligt aan de rand van het stadsdeel Dukenburg in de wijk Zwanenveld en dient als voorzieningenhart voor dit sinds 1966 ontwikkelde stadsdeel. Dit winkelcentrum is ook de belangrijkste voorziening qua winkels in het stadsdeel Dukenburg, dat daarnaast nog drie kleine wijkwinkelcentra kent.

## Geschiedenis
De officiële opening vond plaats op donderdag 16 september 1976 door burgemeester Theo de Graaf en ging gepaard met twee weken festiviteiten.
Aanvankelijk bestond het plan voor een groot winkelcentrum in de wijk Meijhorst, die meer centraal in Dukenburg ligt. In de periode rond 1976 werd ook stadsdeel Lindenholt ontworpen en men besloot daarom tot een groot winkelcentrum tussen deze twee stadsdelen in.
In 1989 werd winkelcentrum Dukenburg overdekt. Er zijn meer dan honderd winkels gevestigd en het winkelcentrum heeft na het stadscentrum de grootste concentratie winkels in Nijmegen. Onder het winkelcentrum bevindt zich een parkeergarage. Station Nijmegen Dukenburg en een busstation bevinden zich direct ten noorden van het winkelcentrum. Oorspronkelijk lag het overdekte busstation voor de hoofdingang van het winkelcentrum, maar dit werd in 1994 verplaatst naar het noorden bij het station, in verband met de uitbreiding van het winkelcentrum. 
Begin jaren 90 werden, vanwege de aanleg van de Brabantse Poort, de voorzieningen uitgebreid met de naastgelegen Woonboulevard Novium. Tussen 2005 en 2010 is het winkelcentrum verder uitgebreid. Naast meer winkelruimte werden er nu ook appartementen boven gebouwd, de "Heeren van Nijmegen" genaamd.